# نردکپ
نردکپ (به نروژی: Nordkapp) شمالی‌ترین شهر اروپاست که در کشور نروژ واقع است.

## جستارهای وابسته